# Indiana Pacers 2004-2005
La stagione 2004-05 degli Indiana Pacers fu la 29ª nella NBA per la franchigia.
Gli Indiana Pacers arrivarono terzi nella Central Division della Eastern Conference con un record di 44-38. Nei play-off vinsero il primo turno con i Boston Celtics (4-3), perdendo poi la semifinale di conference con i Detroit Pistons (4-2).

## Roster
| N° | Naz.                   | Ruolo | Sportivo         | Anno | Alt. | Peso |
| -- | ---------------------- | ----- | ---------------- | ---- | ---- | ---- |
| 1  | Stati Uniti (bandiera) | A     | Stephen Jackson  | 1978 | 203  | 99   |
| 2  | Stati Uniti (bandiera) | A     | Marcus Haislip   | 1980 | 208  | 104  |
| 3  | Stati Uniti (bandiera) | A     | Tremaine Fowlkes | 1980 | 203  | 100  |
| 4  | Stati Uniti (bandiera) | A     | Eddie Gill       | 1978 | 183  | 86   |
| 7  | Stati Uniti (bandiera) | AC    | Jermaine O'Neal  | 1978 | 211  | 103  |
| 8  | Stati Uniti (bandiera) | G     | Anthony Johnson  | 1974 | 191  | 86   |
| 10 | Stati Uniti (bandiera) | AC    | Jeff Foster      | 1977 | 211  | 107  |
| 11 | Stati Uniti (bandiera) | G     | Jamaal Tinsley   | 1978 | 191  | 88   |
| 12 | Stati Uniti (bandiera) | GA    | Michael Curry    | 1968 | 196  | 95   |
| 13 | Stati Uniti (bandiera) | C     | David Harrison   | 1982 | 213  | 127  |
| 20 | Stati Uniti (bandiera) | GA    | Fred Jones       | 1979 | 193  | 95   |
| 24 | Stati Uniti (bandiera) | A     | Jonathan Bender  | 1981 | 211  | 92   |
| 31 | Stati Uniti (bandiera) | GA    | Reggie Miller    | 1965 | 201  | 84   |
| 32 | Stati Uniti (bandiera) | A     | Dale Davis       | 1965 | 201  | 84   |
| 32 | Stati Uniti (bandiera) | A     | Britton Johnsen  | 1979 | 208  | 95   |
| 33 | Stati Uniti (bandiera) | A     | James Jones      | 1980 | 203  | 102  |
| 44 | Stati Uniti (bandiera) | A     | Austin Croshere  | 1975 | 206  | 107  |
| 54 | Stati Uniti (bandiera) | C     | John Edwards     | 1981 | 213  | 125  |
| 62 | Stati Uniti (bandiera) | C     | Scot Pollard     | 1975 | 211  | 120  |
| 91 | Stati Uniti (bandiera) | A     | Ron Artest       | 1979 | 198  | 111  |

## Staff tecnico
- Allenatore: Rick Carlisle
- Vice-allenatori: Mike Brown, Kevin O'Neill, Dan Burke, Chad Forcier
- Preparatore atletico: David Craig